# Zhukeng (köpinghuvudort i Kina, Jiangxi Sheng, lat 28,39, long 117,51)
Zhukeng (kinesiska: 朱坑) är en köpinghuvudort i Kina. Den ligger i provinsen Jiangxi, i den sydöstra delen av landet, omkring 160 kilometer öster om provinshuvudstaden Nanchang. Antalet invånare är 22 207. Befolkningen består av 10 470 kvinnor och 11 737 män. Barn under 15 år utgör 24,0 %, vuxna 15-64 år 69 %, och äldre över 65 år 6,0 %.
Runt Zhukeng är det ganska tätbefolkat, med 207 invånare per kvadratkilometer. Närmaste större samhälle är Nanyan, 6,4 km väster om Zhukeng. Trakten runt Zhukeng består till största delen av jordbruksmark.
Genomsnittlig årsnederbörd är 2 755 millimeter. Den regnigaste månaden är juni, med i genomsnitt 477 mm nederbörd, och den torraste är oktober, med 35 mm nederbörd.